# Wielowieś (województwo śląskie)
Wielowieś (niem. Langendorf) – wieś sołecka w Polsce, położona w województwie śląskim, w powiecie gliwickim, w gminie Wielowieś. Siedziba gminy Wielowieś. Historycznie leży na Górnym Śląsku.
W latach 1975–1998 wieś należała administracyjnie do województwa katowickiego.
We wsi mieści się farma wiatrowa o mocy 66 MW.

## Integralne części wsi
| SIMC    | Nazwa     | Rodzaj    |
| ------- | --------- | --------- |
| 0223591 | Jerzmanów | część wsi |
| 0223600 | Kotków    | część wsi |

## Historia
W alfabetycznym spisie miejscowości na terenie Śląska wydanym w 1830 roku we Wrocławiu przez Johanna Knie wieś występuje pod obecnie używaną, polską nazwą Wielowieś oraz niemiecką Langendorf. Topograficzny opis Górnego Śląska z 1865 roku notuje miejscowość we fragmencie „Langendorf (polnisch Wielowies)”. Nazwę Wielowieś oficjalnie wprowadzono w 1946.
Polską nazwę Wielawieś w książce „Krótki rys jeografii Szląska dla nauki początkowej” wydanej w Głogówku w 1847 wymienił śląski pisarz Józef Lompa, pisząc: „Wielawieś (Langendorf), 1020 mieszk., ma dosyć znaczne jarmaki. Synagoga, czyli bożnica żydowska”.
Przy ulicy Głównej 45 mieści się budynek z lat 1905–1912, w którym niegdyś znajdował się sklep mięsny. Jego jednoprzestrzenne wnętrze o rzucie prostokąta wyłożono dekoracyjną ceramiką z motywami geometrycznymi, w tym wolego oczka.

## Edukacja
Przedszkola:
- Publiczne Przedszkole w Wielowsi (w Zespole Szkolno-Przedszkolnym w Wielowsi)

Szkoły podstawowe:
- Szkoła Podstawowa im. Jana Pawła II w Wielowsi (w Zespole Szkolno-Przedszkolnym w Wielowsi)

## Sport
We Wielowsi działa Ludowy Klub Sportowy Tęcza Wielowieś.
Klub:
- Pełna nazwa: Ludowy Klub Sportowy Tęcza Wielowieś
- Liga: klasa A – grupa Zabrze (VIII poziom rozgrywek)
- Rok założenia: 1947
- Barwy: niebiesko-biało-żółte
- Adres: ul. Główna 2a

Boisko sportowe:
- Pojemność – 850 miejsc (150 siedzących)
- Oświetlenie – 200 lx
- Wymiary – 104 × 68 m

## Turystyka
Przez wieś przebiega szlak turystyczny:
- – Szlak Stulecia Turystyki

## Galeria

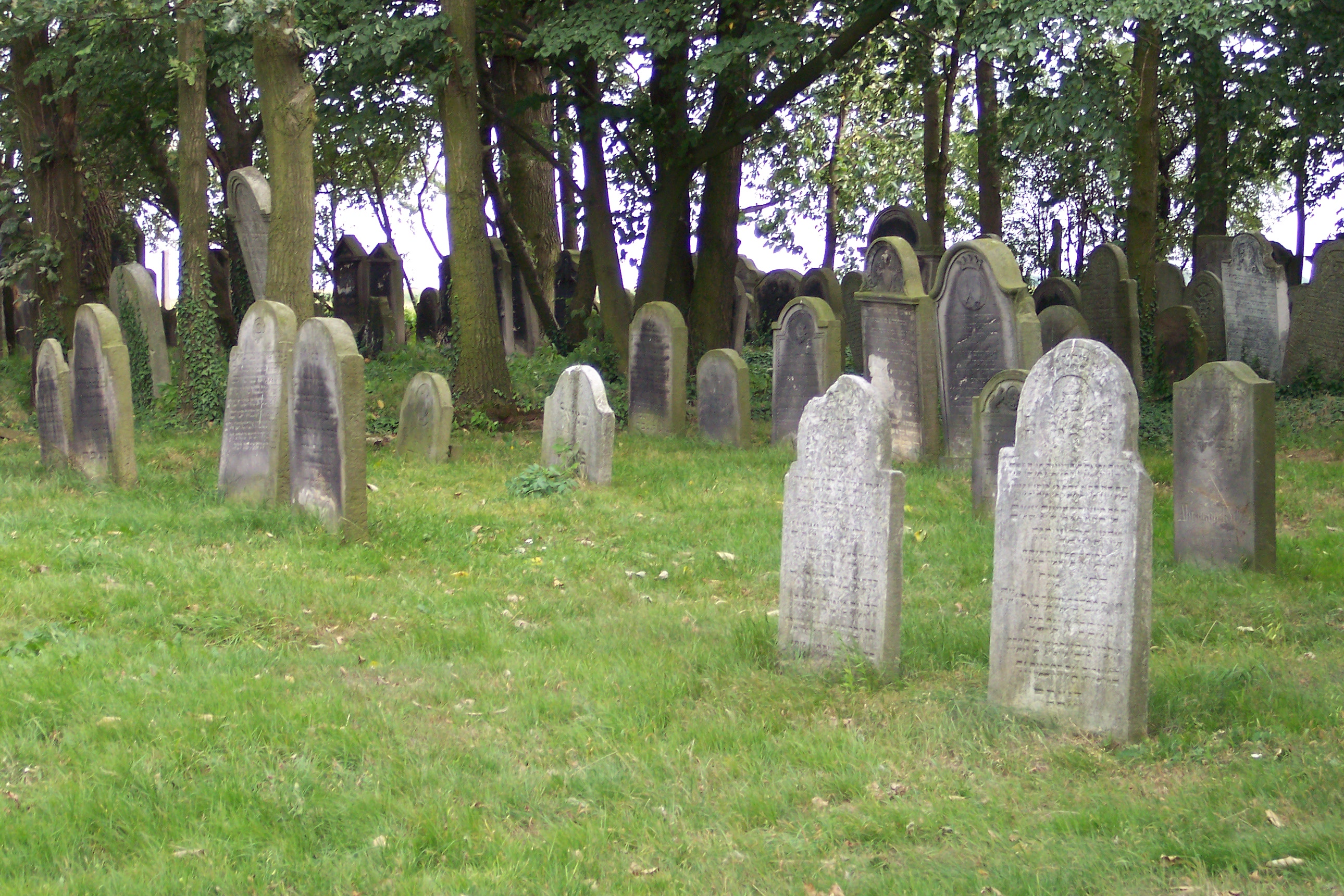
Cmentarz żydowski
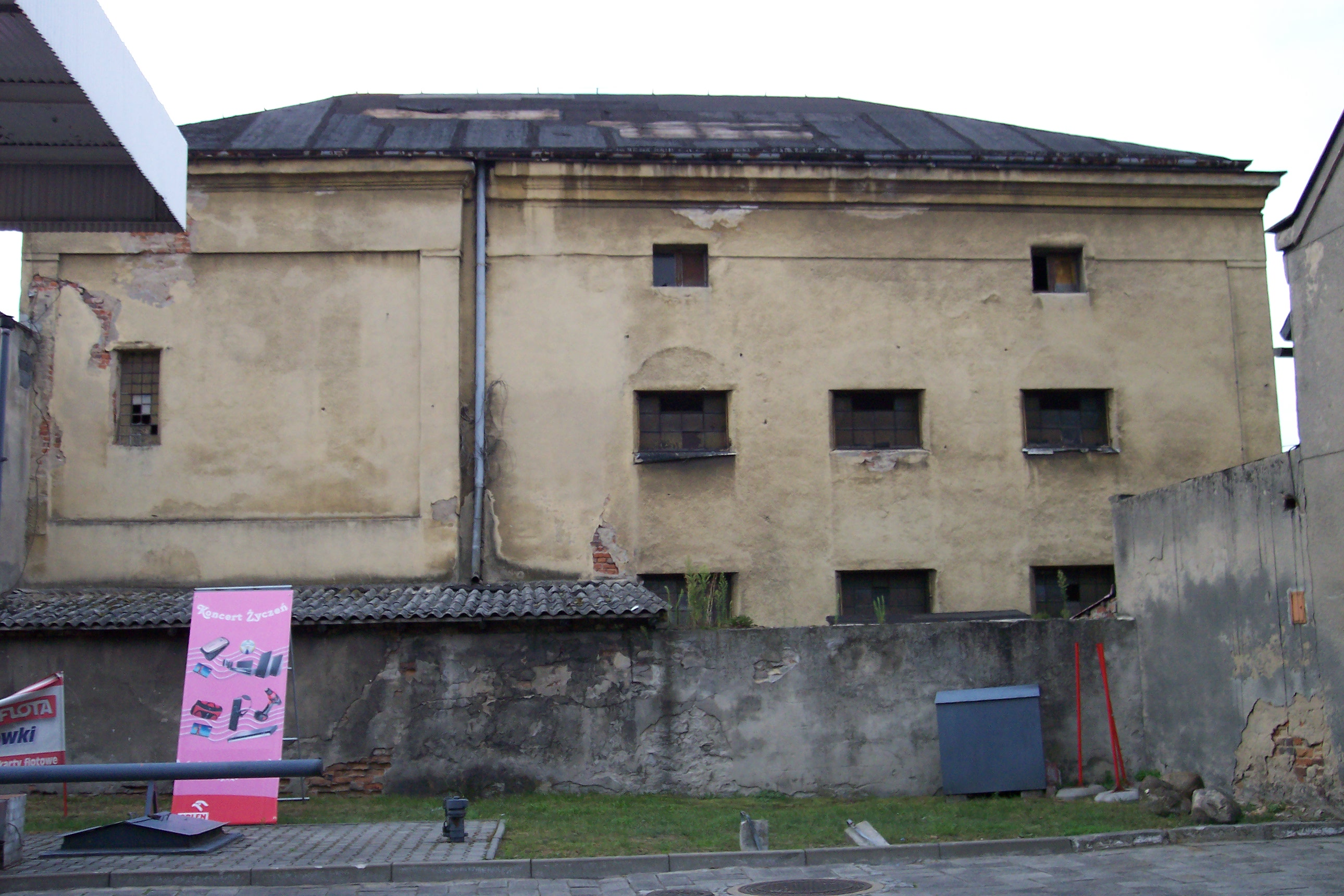
Była synagoga
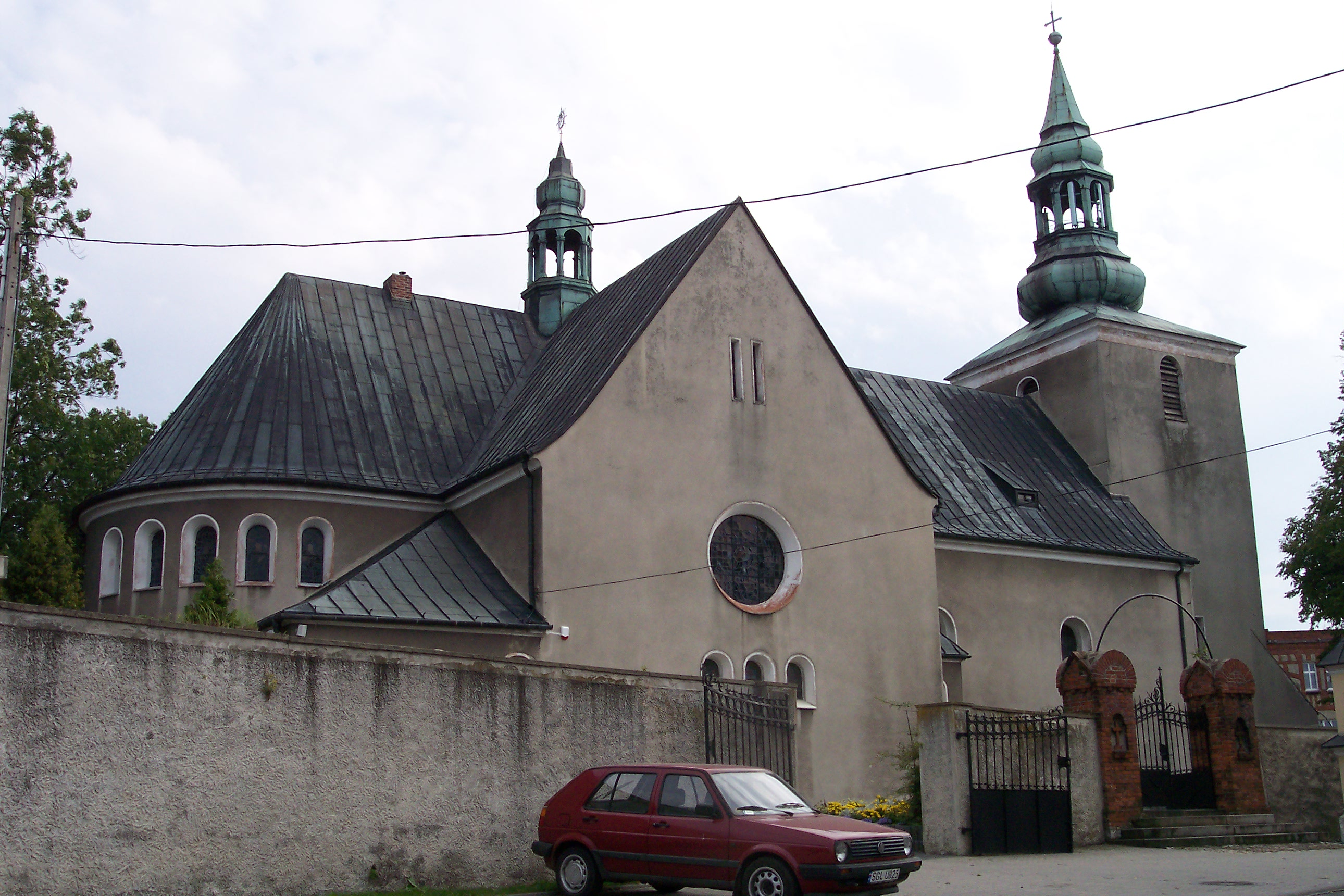
Kościół Wniebowzięcia Najświętszej Maryi Panny
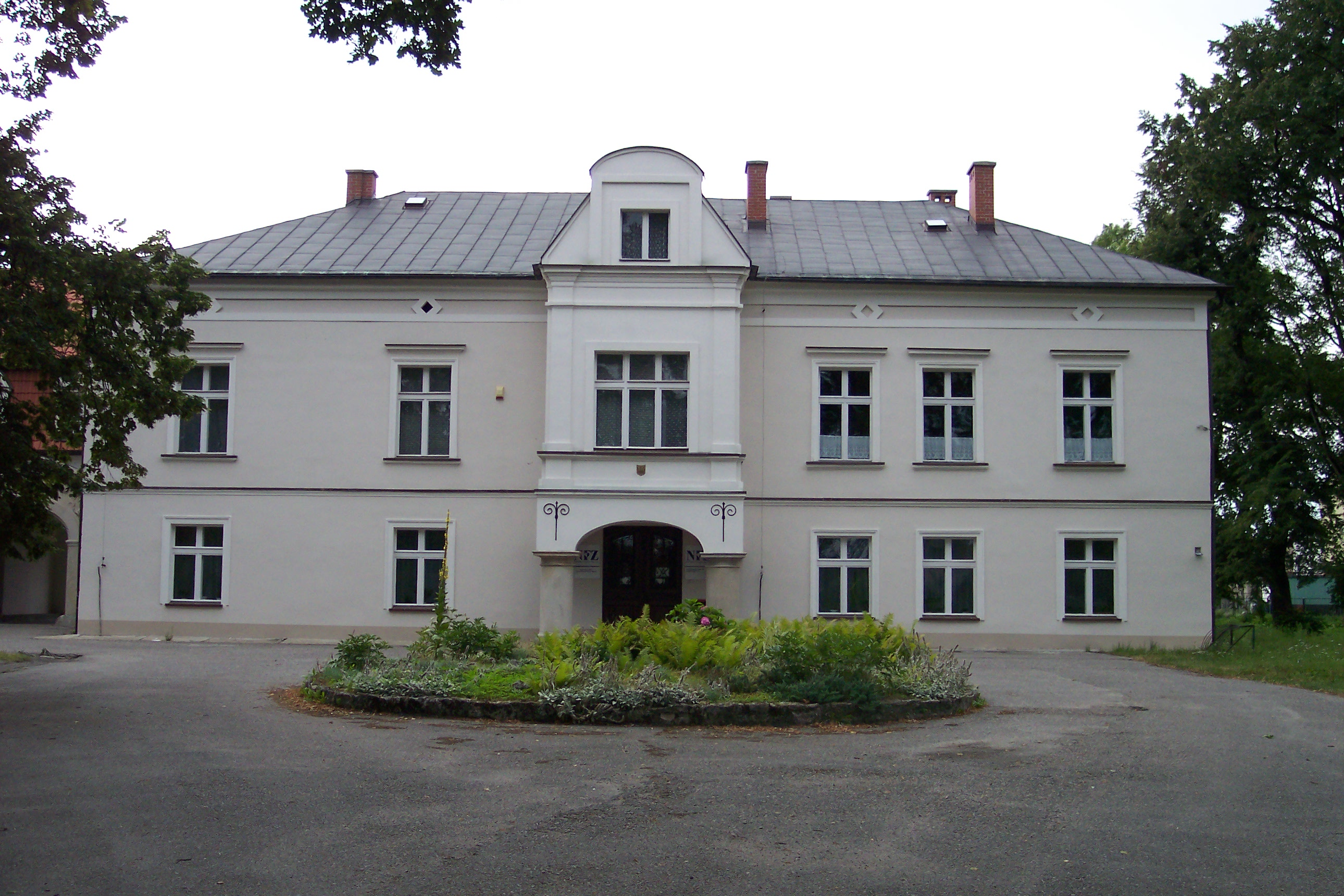
Dwór z 1748 r.
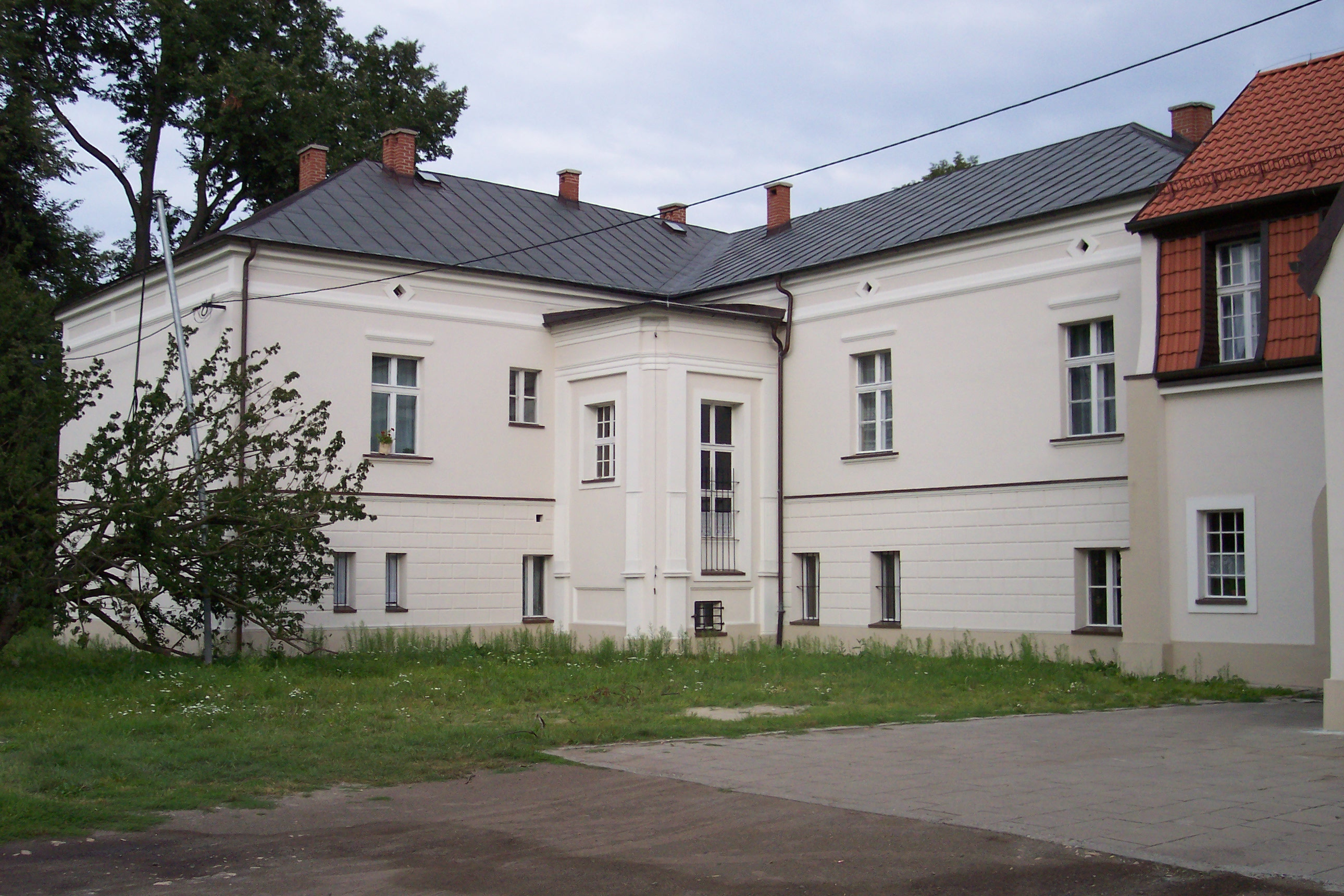
Dwór z 1748 r.
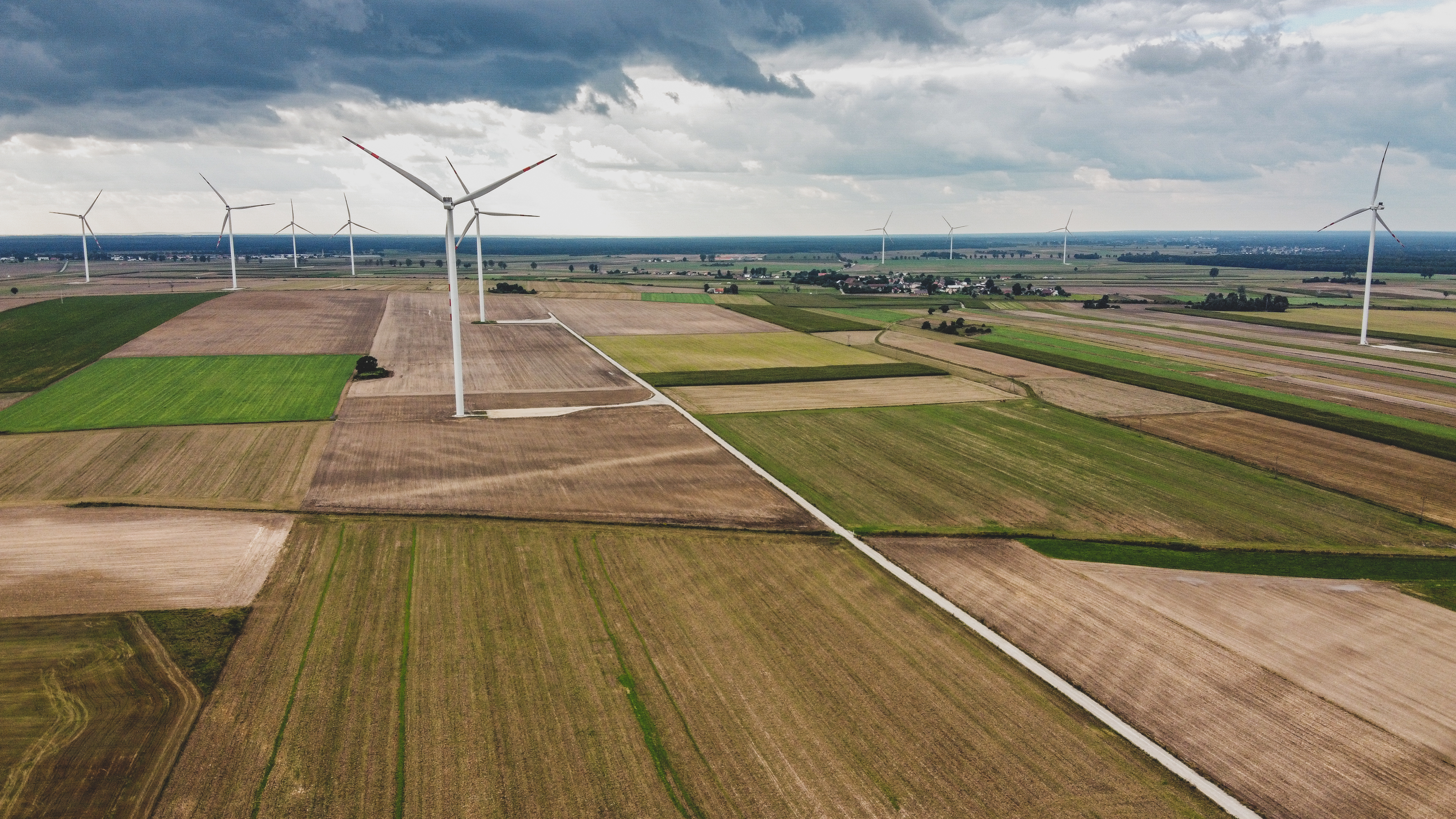
Farma wiatrowa w Wielowsi
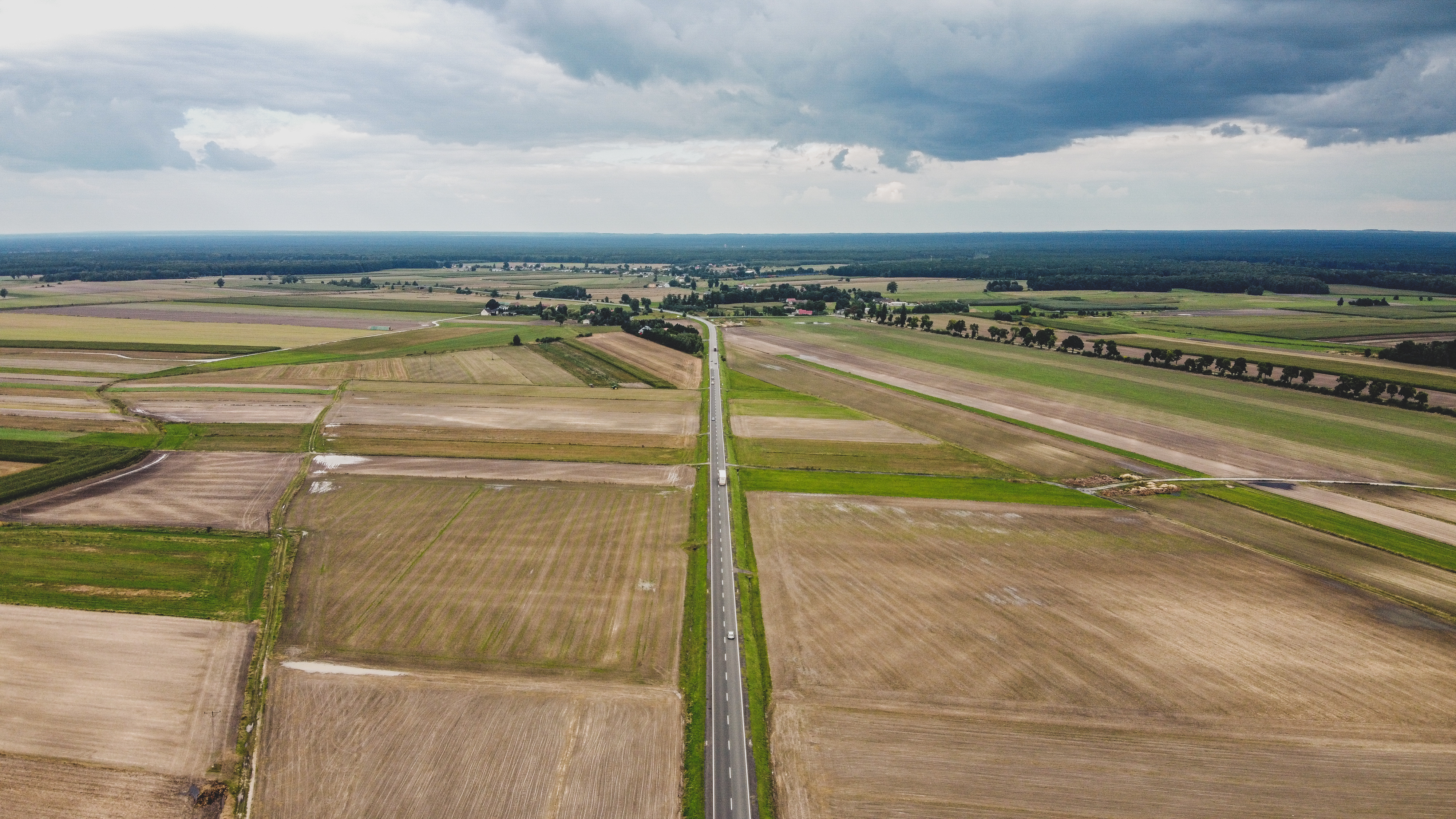
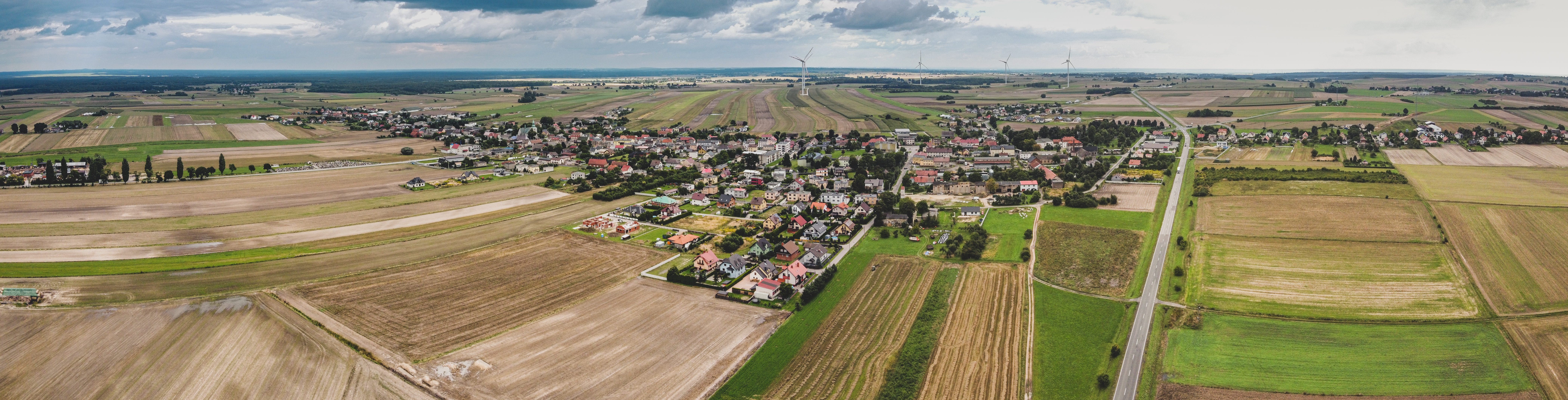
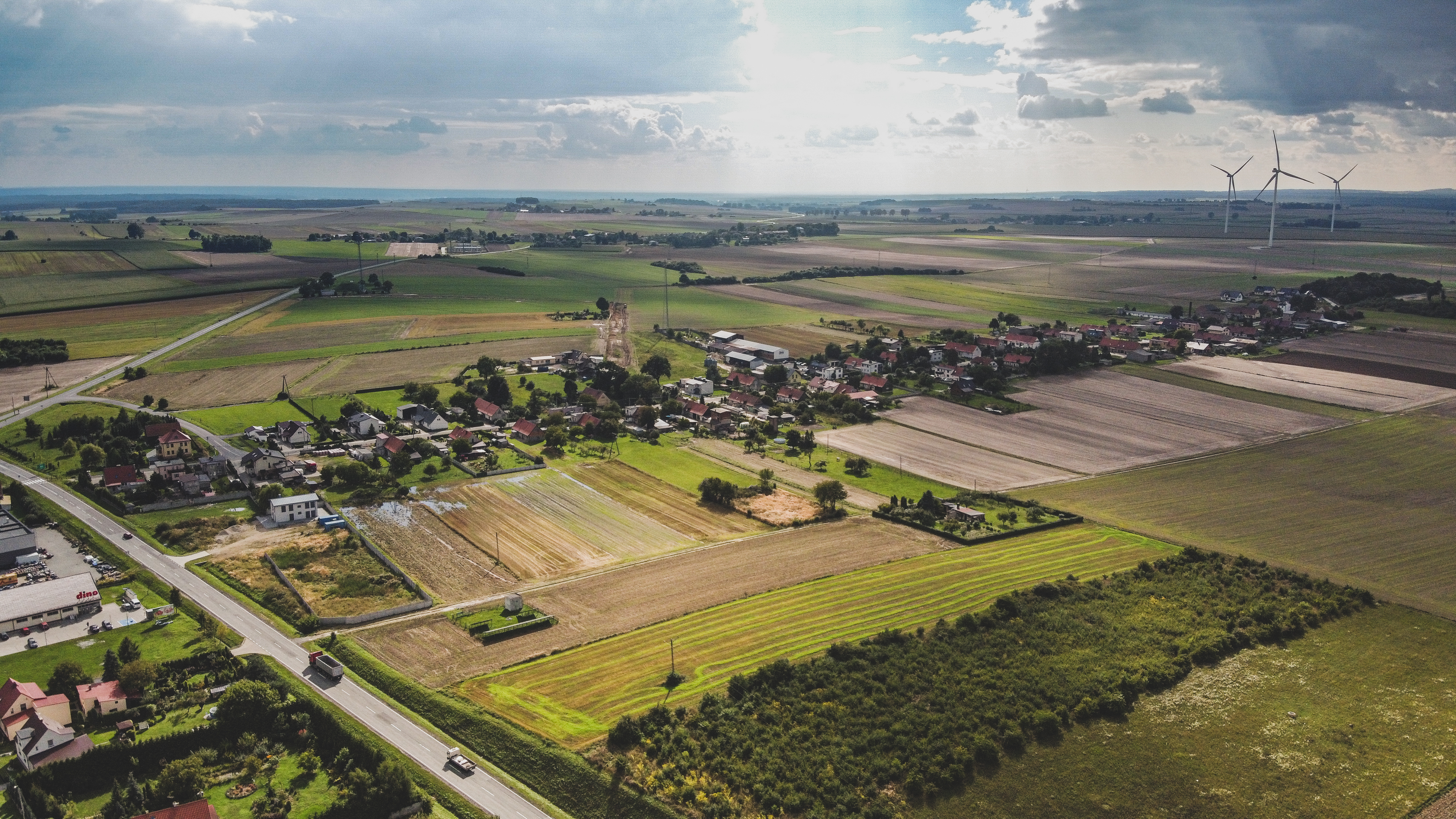
Farma wiatrowa w Wielowsi
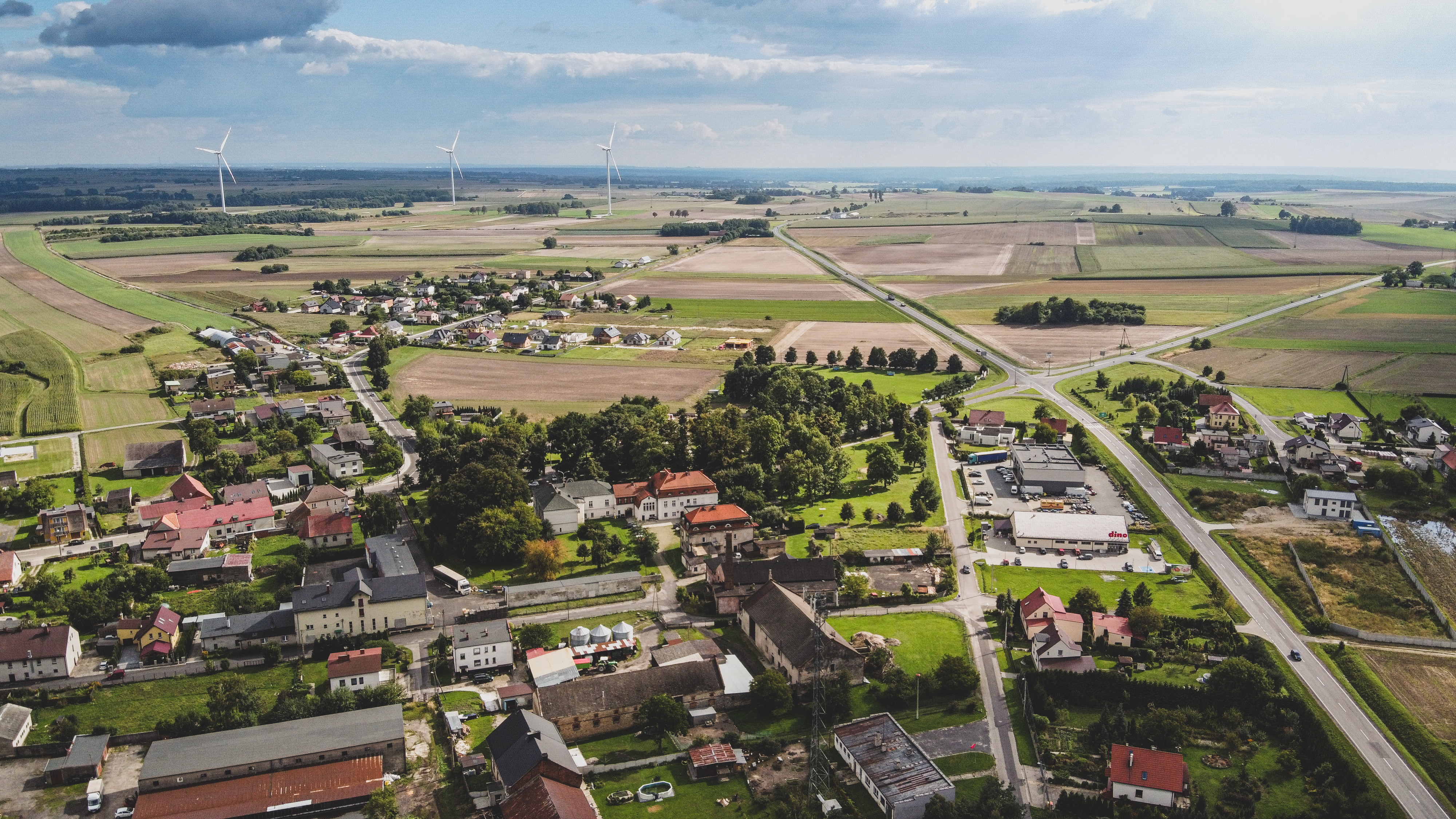
Panorama wsi w kierunku Pyskowic